# Koelesjov-effect
Het Koelesjov-effect werd blootgelegd door de Russische filmmaker Lev Koelesjov rond 1918. Door filmbeelden op een bepaalde manier te monteren, kan de ervaring van het publiek sterk beïnvloed worden.
Tijdens het zogeheten Koelesjov-experiment werd een beeld van het uitdrukkingsloze gezicht van een zekere Ivan Mozzjoechin getoond in relatie met verschillende andere beelden, onder andere een soepbord, een meisje en een doodskist. Afhankelijk van deze associatie werd de neutrale gelaatsuitdrukking door het publiek anders geïnterpreteerd: respectievelijk als honger, verlangen en verdriet.
Het experiment sterkte Koelesjov in zijn overtuiging dat de essentie van film niet in afzonderlijke shots ligt, maar in de combinatie ervan. Pas daardoor krijgt een filmbeeld betekenis.